# Riflesso patellare
Il riflesso patellare è un esempio di riflesso miotatico fasico e consiste nella risposta di estensione della gamba dopo uno stimolo di percussione sotto il ginocchio. 
A causa della percussione, di solito apportata dall'esaminatore con un apposito martelletto, le fibre del muscolo quadricipite femorale (il grande muscolo della parte anteriore della coscia) vengono stirate. Lo stiramento di queste fibre è captato dal fuso neuromuscolare la cui fibra afferente conduce verso il midollo un impulso. Tale impulso, proprio a livello midollare, giunge a livello di alcuni neuroni i quali, eccitati, provocano la contrazione del muscolo quadricipite stesso e, di conseguenza, l'estensione della gamba; inoltre, tramite dei collaterali, si ha anche l'inibizione dei muscoli antagonisti.  
Questo circuito viene anche detto arco riflesso.
Questo riflesso non è sottoposto alla volontà perché appunto è esclusivamente midollare e non arriva mai alla corteccia cerebrale superiore; tuttavia il soggetto ha la capacità di influenzare il riflesso anche solo parzialmente, motivo per cui l'evocazione del riflesso viene effettuata chiedendo al soggetto di rilasciare la parte inferiore del corpo e di fare pressione sulle mani mentre è seduto. La prova di questo riflesso è parte dell'esame obiettivo neurologico ed è volta a sondare l'integrità dei neuroni midollari.
A volte, per potenziare un riflesso patellare apparentemente ipoattivo, si invita il paziente ad eseguire contemporaneamente la manovra di Jendrassik.